# Gotham Knights (Computerspiel)
Gotham Knights ist ein Videospiel über Figuren aus dem Batman-Universum von DC Comics. Gotham Knights wurde vom kanadischen Entwickler Warner Bros. Games Montreal entwickelt. Spielbare Figuren sind die Figuren Batgirl, Nightwing, Robin und Red Hood. Weltweit veröffentlicht wurde das Spiel am 21. Oktober 2022.

## Handlung
Das Spiel setzt unmittelbar nach dem Tod von Bruce Wayne alias Batman ein. Zuvor ist auch der Commissioner James Gordon gestorben. Die Tode führten zu einem Anstieg der Gewalt und Gesetzlosigkeit in Gotham City. Bruce hat dies bereits kommen sehen und beauftragt daher mit einer vor seinem Tod aufgenommenen Videobotschaft seine ehemaligen Sidekicks Barbara Gordon alias Batgirl, Dick Grayson alias Nightwing, Jason Todd alias Red Hood und Tim Drake alias Robin sein Vermächtnis anzutreten und Gotham City auch ohne ihn zu beschützen. Dabei kommt es unter anderem zu Auseinandersetzungen mit dem Rat der Eulen und Mr. Freeze.

## Spielprinzip
Gotham Knights kann sowohl als Mehrspieler- als auch als Einzelspieler-Modus gespielt werden. Im Multiplayer-Modus können sich online zwei Spieler im Koop-Modus zusammenschließen. Mittels einer Drop-In beziehungsweise Drop-Out-Funktion kann zwischen beiden Spielweisen umschaltet werden. Die spielbaren Figuren, Batgirl, Nightwing, Robin und Red Hood, besitzen dabei andere einzigartige Fähigkeiten. Während des Spielverlaufs entwickeln sich die Kampf-Skills und verbessern sich die Ausrüstungen der Protagonisten.
Der Spielort, Gotham City, ist in fünf Bezirke aufgeteilt. Die Spielwelt kann unter anderem mit dem Batcycle, eine Art Motorrad, erkundet werden.

## Veröffentlichung
Im Dezember 2018 veröffentlichte Valerie Vezina, Assistent-Producerin von Warner Bros. Games Montreal, mit einem Foto eines T-Shirts, auf dem ein Logo zu sehen war, das Ähnlichkeiten zum Logo des fiktiven Rat der Eulen aus den Batman-Comics hat, einen Hinweis, dass das Studio an einem neuen Batman-Titel arbeitet. In den folgenden Monaten veröffentlichte das Studio weitere Hinweise auf das Spiel, wobei vor allem der Rat der Eulen im Fokus stand. Schließlich wurde am 22. August 2020 der Titel Gotham Knights auf der DC FanDome offiziell mit einem Gameplay Trailer und der Enthüllung des Logos für das Jahr 2021 angekündigt. Es sollte für die PlayStation 4/5, Xbox One/Series sowie für Windows erscheinen. Am 19. März 2021 wurde bekannt, dass das Spiel verschoben wird und nun 2022 erscheinen sollte. Am 10. Mai 2022 wurde bekannt, dass das Spiel, anders als zuerst angegeben, nicht für die PlayStation 4 und Xbox One erscheinen werde, um „Spielern die best mögliche Spielerfahrung zu ermöglichen“.
Obwohl Warner Bros. Montreal Games zuvor mit Batman: Arkham Origins ein Spiel aus der Arkham-Reihe entwickelte, ist Gotham Knights kein Teil der Serie, sondern ein eigenständiger Titel.

## Synchronisation
Für die Deutsche Synchronisation wurde darauf verzichtet, die Sprecher aus der Batman: Arkham Reihe zu übernehmen. Die Rolle des Bruce Wayne / Batman wird so unter anderem erstmals nicht von David Nathan, sondern von Marios Gavrilis gesprochen und auch alle anderen Charaktere haben neue Sprecher bekommen. Auch bekamen einige Sprecher, die schon bei den Batman: Arkham Spielen mitgewirkt haben neue Rollen. So sprach Tim Moeseritz in der Vergangenheit, die Rolle des Two-Face und wurde für Gotham Knights für die Rolle des Mr. Freeze gecastet.
| Rolle                          | Englischer Sprecher  | Deutscher Sprecher       |
| ------------------------------ | -------------------- | ------------------------ |
| Bruce Wayne / Batman           | Michael Antonakos    | Marios Gavrilis          |
| Barbara Gordon / Batgirl       | America Young        | Alice Bauer              |
| Jason Todd / Red Hood          | Stephen Oyoung       | Florian Clyde            |
| Dick Grayson / Nightwing       | Christopher Sean     | Tim Knauer               |
| Tim Drake / Robin              | Sloane Morgan Siegel | Philip Süß               |
| Alfred Pennyworth              | Gildart Jackson      | Dietmar Wunder           |
| Lucius Fox                     | Peter Jay Fernandez  | Christoph Banken         |
| Oswald Cobblepot / Pinguin     | Elias Toufexis       | Johannes Berenz          |
| Harleen Quinzel / Harley Quinn | Kari Wahlgren        | Ronja Peters             |
| Victor Fries / Mr. Freeze      | Donald Chang         | Tim Moeseritz            |
| Basil Karlo / Clayface         | Brian Keane          |                          |
| Talia al Ghul                  | Emily O’Brien        |                          |
| Ra's al Ghul                   | Navid Negahban       | Thomas Schmuckert        |
| Renee Montoya                  | Krizia Bajos         | Claudia Urbschat-Mingues |
| Jacob Kane                     | Tommie Earl Jenkins  | Bernd Egger              |
| Catherine Kane                 | Liz Burnette         | Andrea Aust              |

## Bewertungen
Gotham Knights erhielt durchschnittliche bis positive Kritiken von der Presse auf Metacritic und ist auf der PlayStation 5 mit einer Wertung von 69 Punkten, basierend auf 65 Kritiken, am besten bewertet. Die PC-Fassung ist mit 65 Punkten, basierend auf 18 Kritiken, am schlechtesten bewertet. Die Bewertung der Nutzer dagegen beläuft sich sowohl bei der PC-Fassung als auch bei der Xbox Series Version auf 2,8 von 10 möglichen Punkten. Die Fassung für die PlayStation 5 erhielt 4,9 von 10 Punkten.